# Westerwald (Eichsfeld)
Der Westerwald (auch Eichsfelder Westerwald genannt) ist ein bis 504 m ü. NHN hoher, bewaldeter Höhenzug des Obereichsfelds im Landkreis Eichsfeld in Thüringen (Deutschland).

## Namensherkunft
Für die Namensherkunft gibt es verschiedene Theorien. Der Westerwald wurde früher auch der Wachstedter Wald genannt. Durch Verkürzen und Lautverschiebung wurde er zum Westerwald. Eine weitere Erklärung ist die Ableitung von der hier häufig vorkommenden Buche. Junge Buchenstämme werden auch Heister genannt. Aus dem Heisterwald wurde dann der Westerwald. Historisch ist auch die Bezeichnung für einen (im frühen Mittelalter wesentlich größeren) Wald an der westlichen Grenze Thüringens möglich (siehe auch Westergau).

## Geographie

### Lage
Der Westerwald liegt als Teil der Eichsfelder Höhe und des Naturparks Eichsfeld-Hainich-Werratal etwa 12 km südsüdöstlich von Heilbad Heiligenstadt, der Kreisstadt des Landkreises Eichsfeld. Er befindet sich zwischen Wachstedt im Nordosten, Küllstedt im Osten, Effelder und Großbartloff im Süden, Geismar im äußersten Südwesten, Wilbich im Südwesten, Ershausen im Westen und Martinfeld im Nordwesten.

### Naturräumliche Zuordnung
Der Westerwald, in dem Laubwald vorherrscht, ist Teil der Westabgrenzung des Naturraums Thüringer Becken (mit Randplatten) (Haupteinheitengruppe 47/48) gegen das westliche gelegene Osthessische Bergland (Haupteinheitengruppe 35).
Der Naturraum wird wie folgt als Teil des Oberen Eichsfeldes eingeordnet:
- 483 Ringgau–Hainich–Obereichsfeld–Dün–Hainleite
  - 483.2 Westliches Obereichsfeld
    - 483.20 Kalteneberer Stufenrandbereich
      - Westerwald

### Berge und Aussichtspunkte

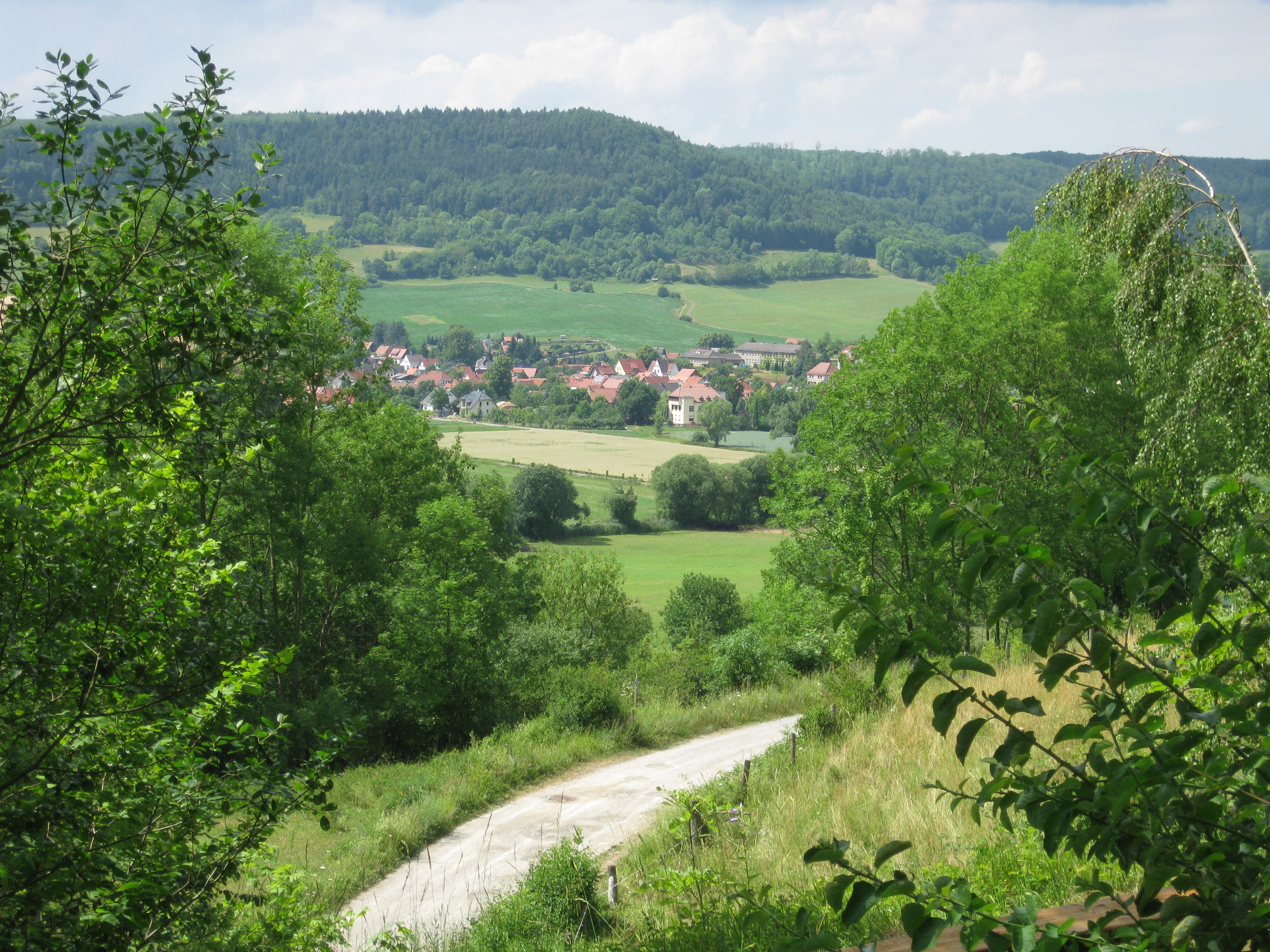
Blick über Großbartloff zum Westerwald

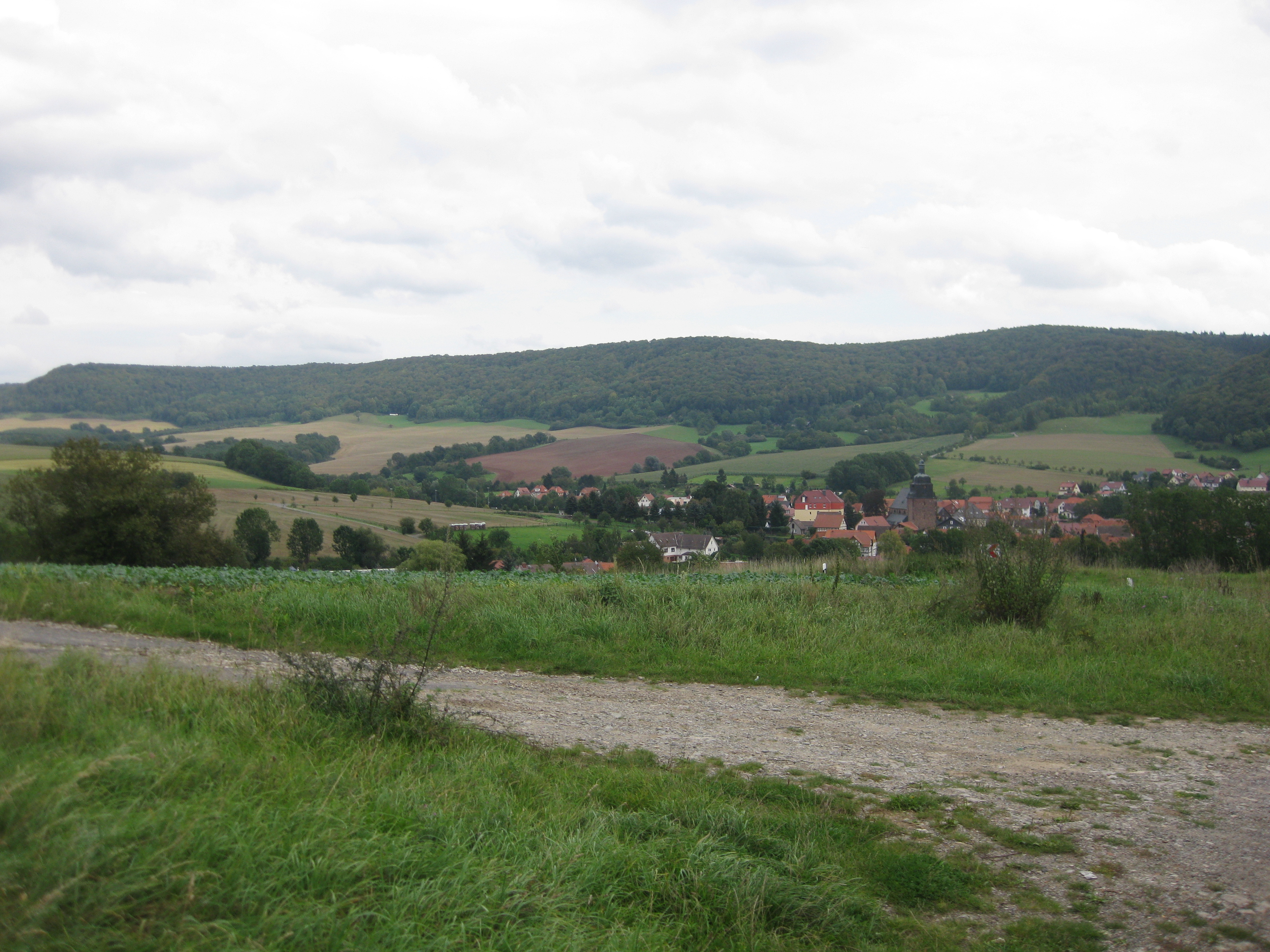
Blick von Ershausen zum Schimberg

Berge und Erhebungen:
Zu den Bergen und Erhebungen des Westerwaldes gehören – sortiert nach Höhe in Meter (m) über Normalhöhennull (NHN):
- Amtklafter (Herrenberg; 504,0 m), südwestlich von Wachstedt
- Schimberg:
  - Gipfel (473,4 m), nordwestlich von Großbartloff
  - Martinfelder Schimberg (470,6 m), südöstlich von Martinfeld
  - Kuppe im Junkerholz (458,4 m), nordwestlich von Großbartloff
  - Südkuppe (457,1 m), zwischen Ershausen und Großbartloff
- Fuchslöcherkopf (465,0 m), westlich von Küllstedt
- Dörnerberg (454,4 m), nordnordwestlich von Großbartloff
- Klusberg (443,2 m), nordnordöstlich von Großbartloff
- Großer Heuberg (429,6 m), südöstlich von Ershausen
- Eichberg (425,3 m), südwestlich von Großbartloff

Aussichtspunkte:
- Martinfelder und Ershäuser Fenster auf dem Martinfelder Schimberg
- Blaues Wunder von der Burg Gleichenstein; zurzeit (2016) nicht geöffnet
- Bartloffer Blick vom südlichen Schimberg nach Osten

### Geologie
Die Plateaufläche des Westerwaldes und seine oberen Hangbereiche werden von den Kalkgesteinen des Unteren Muschelkalkes gebildet. Die Unterhangbereiche werden bereits von den Mergeltonen des Oberen Buntsandsteins eingenommen. Im Übergangsbereich kommt es durch Schollenabrutschungen zur Überlagerung mit Kalkgesteinsschutt. Wo ganze Gesteinspakete abrutschten oder gegeneinander verschoben wurden, sind Klufthöhlen entstanden.

### Klima
Die auf 490 m Höhe gelegene, vom Deutschen Wetterdienst jedoch 2006 aufgegebene Niederschlags-Messstelle Wachstedt gilt als Referenzstation der Hochlagen des Westerwaldes. Die jährliche Niederschlagssumme lag dort zwischen 1930 und 1960 bei 781 mm, zwischen 1969 und 2006 bei 848 mm. Für die Jahresmitteltemperaturen der Hochlagen des Westerwaldes kann mit 6,6 °C die 480 m hoch gelegene Station Eigenrieden herangezogen werden. Die tiefsten Temperaturen wurden mit −31 °C im Winter 1837/38 gemessen sowie mit −30 °C im Winter 1928/29. Eine geschlossene Schneedecke wurde an 144 Tagen zwischen dem 25. November 1969 und dem 16. April 1970 verzeichnet.
Besondere Wetterereignisse:
- Orkanartige Stürme am 1./2. Januar 1834 und zwischen dem 28. und dem 31. Januar 1834: 300 Klafter Sturmholz.
- Ein Wirbelsturm am 19. Juli 1966 verursacht 14000 Festmeter Sturmholz v. a. im Forstrevier Wachstedt[8]
- Eisregen vom 30. November bis 2. Dezember 1988 sorgt für 3000 Festmeter Bruchholz[9]

### Fließgewässer

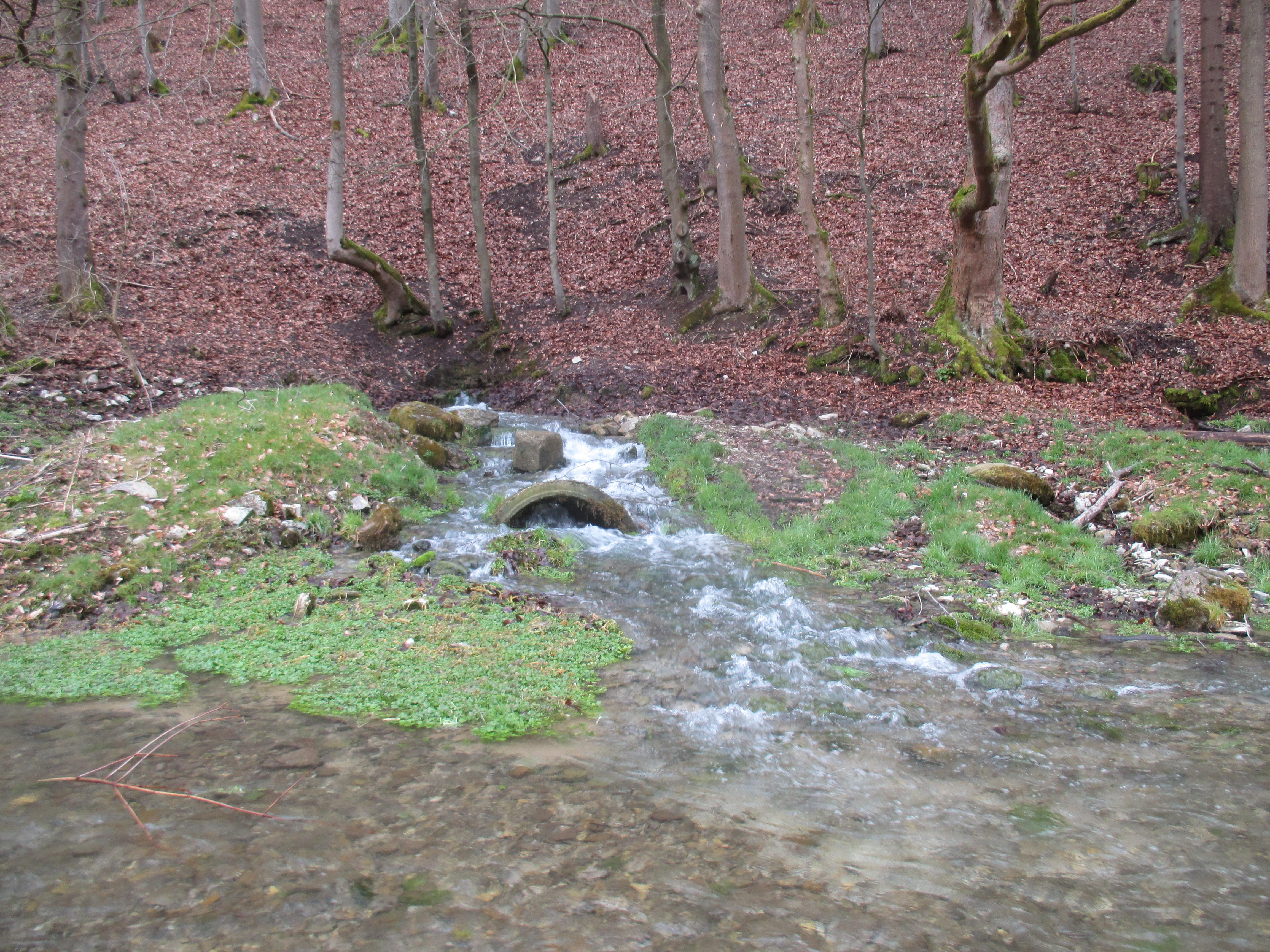
Neunbörner im Küllstedter Grund mit starker Quellschüttung

Der Westerwald liegt komplett im Flusssystem des Werra-Nebenflusses Frieda. Westlich wird er von der Rosoppe flankiert, östlich durchfließt seine Randgebiete die Lutter nebst Oberlauf Steingraben – beide in Nord(ost)-Süd(west)-Richtung. Die Frieda selber flankiert in Südost-Nordwest-Richtung die äußersten Südausläufer. Zahlreiche kleinere Quellen und Zuflüsse befinden sich im Bereich des Quellhorizontes unterhalb der Schichtstufe des Muschelkalkes:
- zur Rosoppe: Klüschenborn, Eselsborn und Wagentalsquelle bei Martinfeld, Gute Born bei Ershausen, Wildebach bei Wilbich
- zur Lutter: Wolfentalsbach, Gläsenerquelle, Klusborn, Neunbörner (alle bei Großbartloff).

Durch Kalkausfällung sind dort stellenweise Sinterkalkbänke entstanden.

## Flora und Fauna
Der Westerwald gehört seit etwa 1945 zum Einstandsgebiet des Rothirsches. Die Hirsche stammen aus Wildgehegen bei Schloss Rothestein und auf der Gobert, deren Zäune während der Kriegsjahre durchlässig wurden. Ursprünglich wurden dort von Baron von Knoop Hirsche aus dem Hamburger Tierpark Hagenbeck und aus Ungarn angesiedelt. Rehe und Wildschweine sind weit verbreitet.
Auf Initiative des damaligen Oberforstmeisters Friedrich Brückner aus Heiligenstadt wurde 1971 versuchsweise mit der Auswilderung einer Herde von Muffelwild im Westerwald begonnen. Im Forstrevier Großbartloff wurde ein Wildeingewöhnungsgatter geschaffen. 1973 wurden die ersten 12 Tiere in die freie Wildbahn entlassen, in den Folgejahren wurden weitere Tiere aus dem Harz (Revier Ballenstedt) erworben. Inzwischen hat sich der Bestand auf 200 bis 300 Tiere erhöht und kann in sechs Revieren des Eichsfeldes nachgewiesen werden.

## Schutzgebiete
Recht große Flächen des Walds gehören zum Fauna-Flora-Habitat-Gebiet Ibenkuppe-Thomasbrücke-Östlicher Westerwald (CDDA-Nr. 4727-320; 4727-320 ausgewiesen; 12,03 km² groß). Dessen südlicher Bereich – entlang von Steingraben und oberer Lutter – ist deckungsgleich mit Teilen des vielteiligen Vogelschutzgebiets Südliches Eichsfeld (VDG-Nr. 4727-420; 19,67 km²).

## Verkehrsanbindung
Durch den Westerwald führt etwa in Nord-Süd-Richtung die Landesstraße 2032, die vorbei am Forsthaus Westerwald über die höchste Stelle des Höhenzugs verläuft und Wachstedt im Nordosten mit Großbartloff im Süden verbindet. Bis in die 1990er-Jahre verkehrten im Süden zwischen Küllstedt bzw. Büttstedt und Großbartloff die Züge der zur Kanonenbahn gehörenden Bahnstrecke Leinefelde–Treysa, von der in diesem Abschnitt unter anderem noch der Küllstedter Tunnel (1.530 m lang), der Mühlenberg-I-Tunnel (155 m) und der Mühlenberg-II-Tunnel (343/345 m) zeugen.

## Bauwerke und Sehenswürdigkeiten

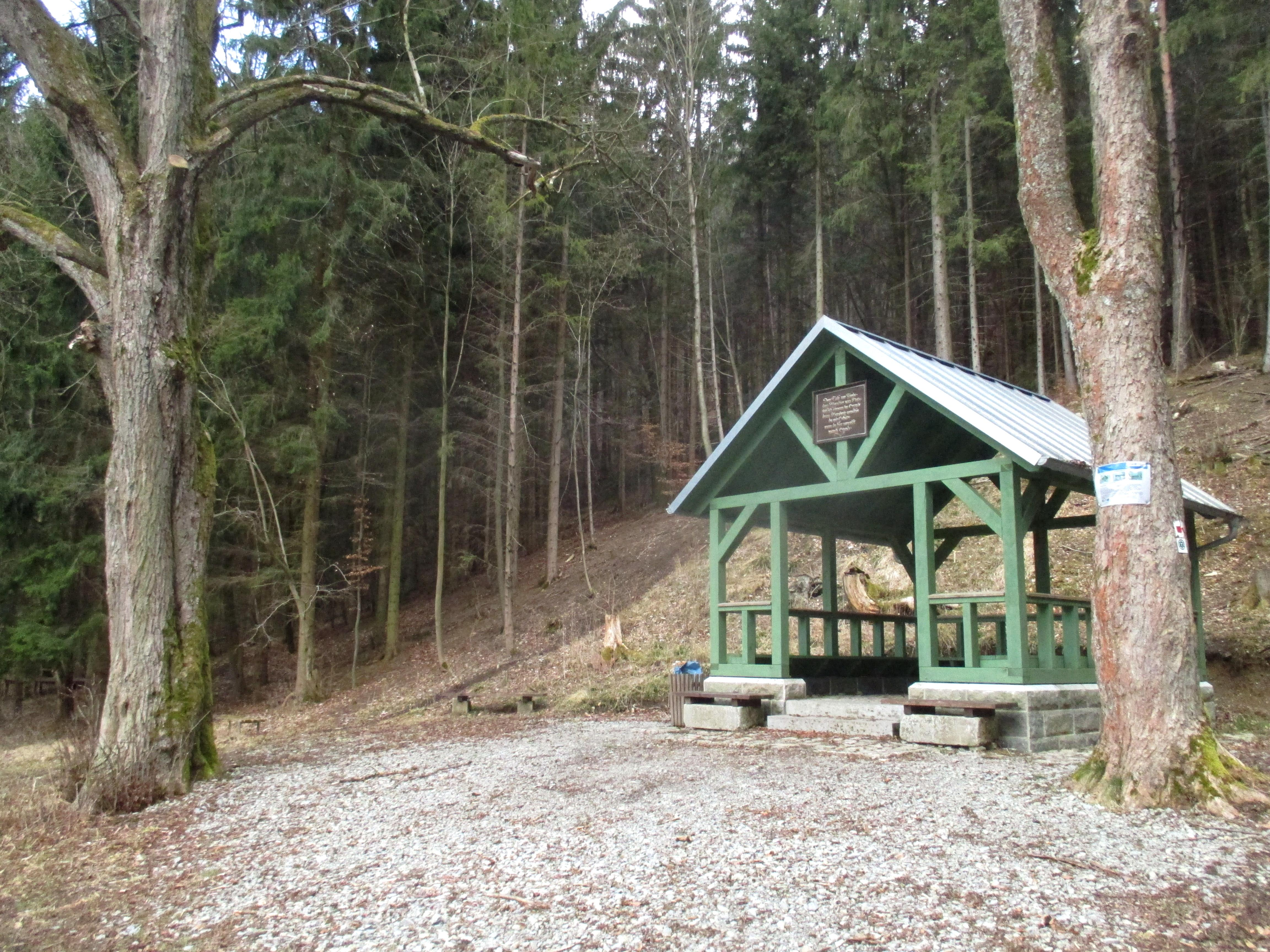
Schweizerhäuschen im Küllstetder Grund.

Am Nordrand des Westerwalds steht die Wallfahrtskirche Klüschen Hagis und etwas westlich davon in Nachbarschaft zum Westerwald die Burg Gleichenstein. Im südlichen Luttertal stehen die Lutter-, Kloster- und Spitzmühle. Nahe der zuletzt genannten Wassermühle befindet sich am Ostrand von Großbartloff der etwa 10 m hohe Lutterwasserfall. Auf dem Amtklafter steht in Gipfelnähe, im Forstbezirk Amtklafter, das Forsthaus Westerwald. Im Küllstedter Grund befindet sich der Rastplatz "Schweizer Häuschen".